# Tiago Brendle
Tiago Brendle (Condor, 21 de outubro de 1985) é um jogador de vôlei brasileiro, atuante na posição de líbero, que pela Seleção Brasileira conquistou a medalha de ouro no Campeonato Sul-Americano Infanto-Juvenil de 2002 no Chile e no Campeonato Sul-Americano Juvenil, e se tornou vice-campeão no Campeonato Mundial Juvenil de 2005 na Índia. Ao servir novamente a Seleção Brasileira, conquistou duas medalhas em edições da Universíada de Verão, uma de ouro e outra de bronze, além do vice-campeonato em 2011 do Evento Teste da Olimpíadas de Londres de 2012.

## Carreira
Natural da cidade de Condor, mas, foi em Panambi que deu início a sua carreira, que remonta desde a época que integrava a equipe de vôlei no Colégio Evangélico Panambi, quando tinha apenas 13 anos,  e estava sob coordenação do professor Paulo “Zé” Kepler. Em 1998, após um campeonato em Lajeado, foi convidado para estudar e defender a equipe de uma escola na cidade de Brusque.
Em meados do ano 2000,  mudou-se para estudar e jogar em Brusque,  após evolução no seu desempenho foi convocado para a Seleção Catarinense, posteriormente competiu no Campeonato Brasileiro de Seleções sediado em Betim, edição na qual foi vice-campeão na categoria juvenil e seu bom desempenho rendeu-lhe uma convocação para Seleção Brasileira Masculina Sub-19 em 2002, ocasião que fez a transição da posição de ponteiro, em virtude da estatura, somados aos índices obtidos na defesa e recepção,  o então técnico Percy Oncken o remanejou para exercer a função de líbero, embora de início resistiu, mas, pouco a pouco se encontrou na nova função em quadra.
Ainda em 2002, disputou pela Seleção Brasileira, o Campeonato Sul-Americano Sub-19 sediado em Santiago,  e sagrou-se campeão de forma invicta, perdendo apenas um set para seleção venezuelana. Representou novamente a Seleção Catarinense no Campeonato Brasileiro de Seleções, desta vez na categoria infanto-juvenil , quando conquistou o vice-campeonato  em 2004, cuja edição deu-se em Jaraguá do Sul.
Defendeu o Shopping ABC/São Caetano no Campeonato Paulista de 2004 e no mesmo ano foi convocado para Seleção Brasileira, desta vez na categoria juvenil para disputar o Campeonato Sul-Americano , sediado  em Santiago- Chile, no qual conquistou a medalha de ouro e sendo eleito Melhor Defensor. Na jornada  2004-05  atuou pelo Bento/Union Pack  foi vice-campeão gaúcho  e conquistou o título da Copa Mercosul de 2004 e encerrou na sexta posição na correspondente edição da Superliga Brasileira A época que jogava como oposto, registrando 3 pontos de ataque em toda competição.
Em 2005 foi campeão gaúcho juvenil pelo Bento Vôlei e também foi convocado pelo técnico Marcos Lerbach,  para seleção brasileira juvenil para disputar a Copa Internacional Banco do Brasil de Vôlei Masculino em preparação do mundial da categoria. Nesta copa participaram: Alemanha; Holanda e a seleção de São Carlos em substituição de última hora da equipe da Índia.
Disputou o Campeonato Mundial Juvenil de 2005 em  Visakhapatnam-Índia e chegando na final conquistou a  medalha de prata perdendo de 3 x 0 (30-28, 25-18 e 25-23) para os russos, nas premiações individuais foi eleito o Melhor Passador e Melhor Líbero da edição. Renovou com Bento Vôlei  e disputou as competições da jornada esportiva 2005-06, disputando  a correspondente Superliga Brasileira A alcançando a quinta posição.
Tiago competiu pela Fátima/UCS encerrando na  sétima posição, e em 2006 foi vice-campeão gaúcho, bronze na  Copa Mercosul, e obteve o título dos Jogos Abertos do Rio Grande do Sul.
Em 2007 visitou o Colégio Evangélico Panambi, onde foi ex-aluno e também ex-atleta para partilhar parte de sua experiência atuando pela seleção brasileira em países da América do Sul, Europa e Campeonato Mundial sediado na Índia, assim como duas primeiras superligas disputadas atuando respectivamente Bento Vôlei e Fátima/UCS, emocionando as crianças presentes na visita, foi presenteado com uma camisa do CEP por um aluno da Escolinha de Vôlei, ao final distribuiu autógrafos. Defendeu o Santander/São Bernardo. Conquistou ainda em 2007 o vice-campeonato dos Jogos Abertos do Interior em Praia Grande encerrando na sexta posição da Superliga Brasileira A correspondente a esta temporada.
Na temporada de 2008-09, defendeu a equipe do Bento Vôlei encerrando na décima segunda colocação.
Em 2009 é convocado para disputar pela primeira vez o Universíada de Verão realizado em Belgrado e conquistou a medalha de prata ao perder para o selecionado russo por 3 x 0. Na temporada 2009-10, avançou a grande final da edição da Superliga Brasileira A pela equipe Bonsucesso/Montes Claros sua regularidade na competição lhe rendeu título de Melhor Defesa desta edição, por esta equipe conquistou o Campeonato Mineiro de 2009.
Jogou pelo Vivo/Minas na temporada 2010-11, sendo vice-campeão do Campeonato Mineiro de 2010 e disputou a correspondente Superliga Brasileira A alcançando a disputa pelo bronze da competição, quando  encerrou por este clube no quarto lugar.
Em 2011 recebeu uma nova convocação para Seleção Brasileira de Novos, desembarcando em Londres para participar do Evento Teste dos Jogos Olímpicos e depois disputou  sua segunda edição do Universíada de Verão, realizado na China, novamente chegando as semifinais, mas foram derrotados pela representação russa por 3 x 1 (25-27, 25-15, 16-25 e 25-27), tendo que disputar a medalha de bronze  diante da seleção canadense e objetivo foi alcançando ao vencê-la  e trazendo este honroso bronze para o país.
Pelos serviços prestados ao desporto brasileiro, recebeu uma homenagem  quando foi escolhido para ser o Porta Bandeira da Delegação Brasileira para Cerimônia de Abertura da Universíada de Verão de 2011. Esteve pela seleção de novos no Evento Teste para Olimpíada de Londres de 2012, vestindo a camisa 10, esteve na equipe brasileira, no qual conquistou o vice-campeonato.
Atuando pelo Vôlei Futuro no Campeonato Paulista de 2011, finalizou no terceiro lugar, sendo medalhista de ouro nos Jogos Abertos do Interior em Mogi das Cruzes de 2011 e foi vice-campeão da edição 2011-12 da Superliga Brasileira A.
Em 2012, foi convocado pelo técnico Leonardo de Carvalho para seleção de novos masculina. e também para Seleção Brasileira de Novos, visando a preparação para disputar a Copa Pan-Americana, e na disputa desta avançou às semifinais, ocorrendo a derrota para o selecionado argentino por 3 x 2 (25–20, 25–17, 25–27, 18–25 e 15–13) e obtêm o quarto lugar   após derrota na disputa pelo bronze diante da anfitriã República Dominicana por 3 x 2 (28–26, 25–23, 21–25, 24–26 e 15–11).
Na jornada  2012-13, atuou pelo Funvic/Midia Fone e finalizou na décima segunda posição. Casou-se com a ex-voleibolista Nicolle Paese, gaúcha de Bento Gonçalves, que foi ponta do São Caetano, com passagem pela Argentina e Espanha que em 2010 era monitora do Projeto Viva Vôlei quando Tiago atuava em Montes Claros. Na temporada 2013-14 foi contratado pelo time Alfa Monte Cristo de Goiânia que devido a crise nos clubes de voleibol tem tido dificuldade de patrocínios e sede se transferiu para Montes Claros e disputou a Superliga Brasileira A referente a tal jornada supramencionada encerrando na décima segunda posição.
Tiago foi anunciado pelo clube paranaense do Ziober Maringá Vôlei para as competições do período esportivo 2014-15.Aos 35 anos de idade, fechou contrato com o APAN Blumenau, time onde se profissionalizou aos 18 anos de idade.
Em 11 de abril de 2023, o Joinville anunciou a contratação de Brendle para temporada 2023-24.
Tiago Brendle deixou o Joinville após o fim da temporada 2023-24, ele disputou 40 jogos na temporada (28 pela Superliga, 8 pelo Campeonato Catarinense, 3 amistosos contra a seleção da Colômbia e 1 pela Copa Brasil) e conseguiu ajudar o time a chegar na semifinal da Superliga. Ele foi peça fundamental na consolidação da equipe no cenário nacional sendo Campeão Catarinense em 2023 e semifinalista da Superliga Masculina em 2024.
Em 30 de abril de 2024, Tiago Brendle foi confirmado no elenco do Suzano para a temporada 2024-25.

## Títulos e resultados
- 2013-14- 12º lugar da Superliga Brasileira A[46]
- 2012-13- 12º lugar da Superliga Brasileira A[43]
- 2012- 4º lugar da Copa Pan-Americana[41][42]
- 2011-12- Vice-campeão  da Superliga Brasileira A[38]
- 2011-Vice-campeão do Evento Teste Olimpíada de Londres 2012[35]
- 2011- 3º lugar do Campeonato Paulista[36]
- 2011- Campeão dos   Jogos Abertos do Interior de Mogi das Cruzes[37]
- 2010-11- 4º lugar da Superliga Brasileira A[29]
- 2010- Vice-campeão do Campeonato Mineiro[27]
- 2009-10- Vice-campeão da Superliga Brasileira A[24]
- 2008-09- 12º lugar da Superliga Brasileira A[22]
- 2009- Campeão do Campeonato Mineiro[26]
- 2007-08- 6º lugar da Superliga Brasileira A[15]
- 2007- Vice-campeão dos   Jogos Abertos do Interior de Praia Grande[20]
- 2006-07- 7º lugar da Superliga Brasileira A[15]
- 2006- Vice-campeão do Campeonato Gaúcho[17]
- 2006-3º lugar da Copa Mercosul de Clubes[17]
- 2006- Campeão dos  Jogos Abertos do Interior do Rio Grande do Sul[17]
- 2005-06- 5º lugar da Superliga Brasileira A[15]
- 2005- Campeão do Campeonato Gaúcho Juvenil
- 2004-05- 6º lugar da Superliga Brasileira A[10]
- 2004-Campeão da Copa Mercosul de Clubes[9]
- 2004- Vice-campeão do Campeonato Gaúcho
- 2004-Vice-campeão do Campeonato Brasileiro de Seleções Infanto-Juvenil[6]
- 2002-Vice-campeão do Campeonato Brasileiro de Seleções Juvenil[3]

## Premiações individuais
- 2011- Porta-bandeira da Delegação Brasileira na Cerimônia de Abertura da Universíada de Verão(Shenzhen,  China)
- Melhor Defesa da Superliga Brasileira A de 2009-10[25]
- Melhor Passador do Campeonato Mundial Juvenil de 2005[14]
- Melhor Líbero do Campeonato Sul-Americano Juvenil de 2004[8]